# Пивяса
Пивяса́ (лит. Pyvesa) — река в Литве, протекает по территории Биржайского, Купишкского, Паневежского и Пасвальского районов Паневежского уезда на севере страны. Правый приток нижней Муши.
Длина реки составляет 93 км. Площадь водосборного бассейна — 502 км². Средний уклон — 0,67 м/км. Скорость течения — 0,2 м/с. Средний расход воды в устье — 2,91 м³/с.
Пивяса является одним из основных притоков Муши. Начинается она около деревни Эйноряй. В верхней половине течёт в основном юго-запад, в среднем течении постепенно поворачивает на северо-запад, в низовье преобладающим направлением течения становится север. Впадает в Мушу на расстоянии 4 км к северо-востоку от Пасвалиса.